# Mitzi Jonelle Tan
Mitzi Jonelle Tan (27 oktober 1997) is een Filipijns activiste voor klimaatrechtvaardigheid. 

## Biografie
Tan studeerde wiskunde aan de University of the Philippines.

## Activisme
Tan werd actief in 2017 en was een van de oprichters van Youth Advocates for Climate Action Philippines (YACAP) in 2019, het Filipijnse antwoord op de internationale golf van schoolstakingen voor het klimaat. Ze is woordvoerder voor de beweging en ook actief bij Fridays for Future International. Tijdens de coronapandemie was ze een van de pleitbezorgers voor digitale actiemiddelen.
Begin september 2020 drongen Mitzi Jonelle Tan (Youth Advocates for Climate Action Philippines), Disha Ravi (Fridays For Future India), Laura Veronica Muñoz (Fridays For future Colombia), Nicole Becker en Eyal Weintraub (Jóvenes por El Clima Argentina) namens een generatie jonge klimaat- en milieuactivisten er bij alle openbare financiële instellingen die in november 2020 bijeenkwamen op de Finance in Common Summit op aan om een deadline vast te stellen om te stoppen met het financieren van fossiele brandstoffen.
In december 2020 maakte Tan deel uit van een wereldwijde groep van negen vrouwelijke en non-binaire activisten die een brief aan de wereldleiders publiceerden op Thomson Reuters Foundation News, getiteld "As the Paris Agreement on Climate Change marks five years, urgent action on climate threats is needed now" ("Aangezien het Akkoord van Parijs over klimaatverandering al vijf jaar oud is, zijn er nu dringende acties nodig op het gebied van bedreigingen voor het klimaat"). De internationale groep omvatte Saoi O'Connor (Ierland), Belyndar Rikimani (Salomonseilanden), Leonie Bremer (Duitsland), Laura Veronica Muñoz (Colombia), Fatou Jeng (Gambia), Disha Ravi (India), Hilda Flavia Nakabuye (Oeganda) en Sofía Hernández Salazar (Costa Rica).
Tan kondigde samen met vier andere activisten uit MAPA-landen (Most Affected People and Areas), Eyal Weintraub uit Argentinië, Disha Ravi uit India, Kevin Mtai uit Kenia en Laura Verónica Muñoz uit Colombia, samen met Greta Thunberg een nieuwe golf van klimaatstakingen aan. Ze zei ook: "Als we nu niets doen, hebben we niet eens een kans om die doelen waar wereldleiders het steeds over hebben, voor 2030 en 2050 te bereiken."
In november 2022 was ze ook aanwezig op COP27 in Egypte.